# Fred Harrison Gage
Fred Harrison Gage III (10 de agosto de 1950) é um neurobiologista estadunidense.

## Prêmios e condecorações
- 1990 Prêmio Neuroplasticidade[1]
- 1999 Max-Planck-Forschungspreis für Biowissenschaften und Medizin[2]
- 2003 membro da Academia Nacional de Ciências dos Estados Unidos
- 2003 Prêmio Zülch da Sociedade Max Planck[3]
- 2005 membro da Academia de Artes e Ciências dos Estados Unidos[4]
- 2008 Prêmio de Medicina Keio[5]